# Slezská Haná
Das Naturgebiet Slezská Haná  befindet sich im Okres Bruntál in der Mikroregion Osoblažsko und Mikroregion Javornicko (Tschechien). Bezeichnend für den Naturpark sind die Teiche und zahlreiche Burgen. Die Landschaft wurde vor allem für Fahrradtouristen erschlossen. 

## Schlösser und Burgen
- Schloss Brantice, Brantice
- Schloss Dívčí Hrad, Dívčí Hrad
- Schloss Hošťálkovy, Hošťálkovy
- Schloss Jindřichov, Jindřichov
- Schloss Krnov, Krnov
- Schloss Slezské Pavlovice, Slezské Pavlovice
- Schloss Slezské Rudoltice, Slezské Rudoltice
- Schloss Linhartovy, Město Albrechtice
- Burg Quinburk, Heřmanovice
- Burg Fulštejn, Bohušov
- Burgstall Luginsland, Město Albrechtice
- Burg Cvilín, Úvalno

## Gemeinden
- Amalín [Ortsteil], Slezské Rudoltice
- Arnultovice [Ortsteil], Jindřichov
- Bartultovice [Ortsteil], Vysoká
- Bohušov [Stadt oder Gemeinde]
- Brantice [Stadt oder Gemeinde]
- Bučávka [Ortsteil], Liptaň
- Burkvíz [Ortsteil], Město Albrechtice
- Býkov-Láryšov [Stadt oder Gemeinde]
- Čaková [Stadt oder Gemeinde]
- Česká Ves [Ortsteil], Město Albrechtice
- Damašek [Ortsteil], Třemešná
- Dívčí Hrad [Stadt oder Gemeinde]
- Dlouhá Ves [Ortsteil], Holčovice
- Dlouhá Voda [Ortsteil], Město Albrechtice
- Dolní Povelice [Ortsteil], Bohušov
- Dubnice [Ortsteil], Lichnov
- Hejnov [Ortsteil], Holčovice
- Heřmanovice [Stadt oder Gemeinde]
- Hlinka [Stadt oder Gemeinde]
- Holčovice [Stadt oder Gemeinde]
- Horní Povelice [Ortsteil], Liptaň
- Hošťálkovy [Stadt oder Gemeinde]
- Hrozová [Ortsteil], Rusín
- Hynčice [Ortsteil], Město Albrechtice
- Janov [Stadt oder Gemeinde]
- Jelení [Ortsteil], Holčovice (Okres Bruntál)
- Jindřichov [Stadt oder Gemeinde]
- Karlov [Ortsteil], Bohušov
- Koberno [Ortsteil], Slezské Rudoltice
- Komora [Ortsteil], Holčovice
- Krásné Loučky [Ortsteil], Krnov
- Krasov [Stadt oder Gemeinde]
- Krnov [Stadt oder Gemeinde]
- Křížová [Ortsteil], Hošťálkovy
- Lichnov [Stadt oder Gemeinde]
- Linhartovy [Ortsteil], Město Albrechtice
- Liptaň [Stadt oder Gemeinde]
- Loučky [Ortsteil], Zátor
- Matějovice [Ortsteil], Rusín
- Město Albrechtice [Stadt oder Gemeinde]
- Opavice [Ortsteil], Město Albrechtice
- Osoblaha [Stadt oder Gemeinde]
- Ostrá Hora [Ortsteil], Bohušov
- Petrovice ve Slezsku [Stadt oder Gemeinde]
- Piskořov [Ortsteil], Město Albrechtice
- Pitárné [Ortsteil], Vysoká
- Pod Bezručovým vrchem [Ortsteil], Krnov
- Pod Cvilínem [Ortsteil], Krnov
- Radim [Ortsteil], Brantice
- Rudíkovy [Ortsteil], Třemešná
- Rusín [Stadt oder Gemeinde]
- Slezské Pavlovice [Stadt oder Gemeinde]
- Slezské Rudoltice [Stadt oder Gemeinde]
- Spálené [Ortsteil], Holčovice
- Staré Purkartice [Ortsteil], Hošťálkovy
- Třemešná [Stadt oder Gemeinde]
- Úvalno [Stadt oder Gemeinde]
- Valštejn [Ortsteil], Město Albrechtice
- Víno [Ortsteil], Slezské Rudoltice
- Vraclávek [Ortsteil], Hošťálkovy
- Vysoká [Stadt oder Gemeinde]
- Zátor [Stadt oder Gemeinde]
- Žáry [Ortsteil], Město Albrechtice